# 唐佳
唐佳（英語：Tong Kai，或作Tong Gai、Chia Tang，1937年1月7日—2025年6月23日），原名黃唐，又名黃龍基，人稱「佳哥」，香港武術指導、演員及導演，香港女藝人雪妮丈夫。唐佳早年師從袁小田學習武術，1960年代與劉家良共同擔任邵氏電影導演張徹的御用武術指導，兩人合作設計多部經典武打場面，奠定香港功夫片的風格基礎。1970年代中期劉家良轉任導演後，唐佳繼續與其他邵氏導演合作，尤其以楚原執導的古龍武俠片最為著名，其創新的兵器設計如《天涯明月刀》中可360度旋轉的刀，獲原著作者古龍高度讚賞。
1980年代，唐佳開始執導電影，作品包括《少林傳人》《三闖少林》及《洪拳大師》，以獨特的武打陣法設計聞名，被視為功夫片黃金時期的代表作之一。此外，他亦曾參與無綫電視劇集的武術指導工作，並在1990年代應徐克邀請，為電影《青蛇》設計武打動作。唐佳與妻子雪妮結婚逾五十載，感情深厚，二人被視為香港娛樂圈模範夫妻。唐佳晚年因雪妮患病而情緒受影響，最終在2025年6月23日於香港墮樓身亡，享年88歲。雪妮後於同年7月3日因胰臟癌病逝。

## 背景
唐佳生於澳門，早年在當地生活，家有九兄弟姐妹，為家中長子。父親是海員，母親則是碼頭搬運工人。他曾就讀漢文學校，十三歲起於司打口招商局碼頭岸上的媽閣廟打工。後來認識了附近戲棚的一位佈景師傅，先在戲棚內工作，後獲介紹認識來自香港戲班幕後人員、粵劇演員半日安的助理郭五，得到機會在清平戲院的後台任小工。不久跟隨郭五到香港發展；初時在陳錦棠劇團當小工，其後被陳賞識，開始任跑龍套演員和為老倌整理衣箱，為時三年。隨後轉向跟隨袁小田及于占元學藝，分別在舞台和電影擔任武師。唐佳於1960年代起與劉家良成為著名導演張徹的常用武術指導。1966年，唐佳及劉家良為羅熾執導、雪妮主演的粵語片代表作《女黑俠木蘭花》擔任武術指導，唐佳與雪妮二人因而交往，感情始於雪妮追求唐佳，後二人於1969年結婚。 及後劉家良於1975年晉升為導演，唐佳仍繼續當武術指導。至1980年代，唐也當上導演，執導過三部電影，其後加入無綫電視擔任武術指導。1980年代末淡出香港影視圈，移民加拿大生活。1990年代因家人不適應當地生活而回流香港，繼續享受退休生活。

## 家庭
1966年，唐佳及劉家良為羅熾執導、雪妮主演的粵語片代表作《女黑俠木蘭花》擔任武術指導，唐佳與雪妮二人因而交往，感情始於雪妮追求唐佳。 唐佳同為雪妮的保鑣、經理人及助手。二人於1969年結婚，婚後育有二子。

## 逝世
2025年6月23日，唐佳被人發現在尖沙咀柯士甸道、覺士道及松山道交界處墮樓身亡，享年88歲。據悉，唐佳生前與妻子雪妮及兒子同住柯士甸道126號帝寶樓。因雪妮患上胰臟癌，需要長居醫院接受治療，有指唐佳曾向兒子透露不開心並希望與雪妮一同死去。此外，據悉唐佳原訂於6月23日當天到律師樓立遺囑，但於出發前便墮樓身亡。
2025年7月3日，雪妮在醫院因胰臟癌病逝，享年79至80歲。其死訊經家屬證實，家屬並於訃告指唐佳及雪妮二人之喪禮將一同已於同年7月14日在世界殯儀館舉行，7月15日（翌日）大殮後出殯，移送柴灣歌連臣角火化，目前合葬鑽石山墳場。

## 作品年表

### 導演（兼武術指導）
- 1983年 《少林傳人》
- 1983年 《三闖少林》
- 1984年 《洪拳大師》

### 武術指導

#### 張徹導演作品
- 1966年 《邊城三俠》
- 1967年 《斷腸劍》、《大刺客》、《獨臂刀》
- 1968年 《金燕子》
- 1969年 《獨臂刀王》、《保鏢》、《鐵手無情》、《大盜歌王》、《飛刀手》、《死角》
- 1970年 《報仇》、《小煞星》、《鷹王》、《十三太保》
- 1971年 《雙俠》、《大決鬥》、《無名英雄》、《拳擊》、《新獨臂刀》
- 1972年 《四騎士》、《快活林》、《水滸傳》、《年輕人》、《群英會》、《惡客》、《馬永貞》
- 1973年 《大刀王五》、《憤怒青年》、《蕩寇誌》、《警察》、《叛逆》、《刺馬》、《大海盜》
- 1974年 《哪吒》、《少林子弟》、《洪拳與詠春》、《五虎將》、《方世玉與洪熙官》、《朋友》

#### 楚原導演作品
- 1976年 《五毒天羅》、《流星蝴蝶劍》、《天涯明月刀》
- 1977年 《多情劍客無情劍》、《楚留香》、《三少爺的劍》、《白玉老虎》、《明月刀雪夜殲仇》
- 1978年 《蝙蝠傳奇》、《倚天屠龍記》、《倚天屠龍記大結局》、《繡花大盜》、《蕭十一郎》
- 1979年 《絕代雙驕》、《圓月彎刀》、《孔雀王朝》
- 1980年 《無翼蝙蝠》、《插翅難飛》、《英雄無淚》
- 1981年 《魔劍俠情》
- 1983年 《日劫》、《大俠沈勝衣》

#### 孫仲導演作品
- 1977年 《決殺令》
- 1978年 《冷血十三鷹》、《笑傲江湖》
- 1979年 《七煞》、《教頭》、《風流斷劍小小刀》
- 1980年 《請帖》、《通天小子紅槍客》
- 1981年 《千門八將》
- 1982年 《人皮燈籠》、《小子有種》

#### 李翰祥導演作品
- 1977年 《乾隆下江南》
- 1978年 《乾隆下揚州》、《子曰：食色性也》
- 1979年 《鬼叫春》
- 1980年 《乾隆皇與三姑娘》
- 1982年 《武松》

#### 其他
- 1960年 《娘子軍封王》
- 1962年 《火燄山》、《神偷情賊（上集）》
- 1963年 《南龍北鳳》、《胡奎賣人頭》
- 1964年 《七煞掌》、《神龍五虎將》、《情俠情仇》、《柳葉刀》、《一劍恩仇》
- 1965年 《鐵金剛海空奪寶》、《如來神掌怒碎萬劍門》、《追兇記》、《天火爐》、《刀劍雙蘭》
- 1966年 《女殺手》、《聖火雄風（上下集）》、《一劍情》、《劫火紅蓮（上下集）》、《金蝙蝠》、《彈劍紅湖（上下集）》、《勇特務犬戰神秘黨》、《雲海玉弓緣》、《碧落紅塵（上下集）》、《玉女追兇》、《金蝙蝠尋寶復仇》、《萬劫門（上下集）》、《女黑俠木蘭花》、《女黑俠木蘭花血戰黑龍黨》
- 1967年 《聖火雄風大破火蓮陣》、《女金剛大戰眼龍》、《金鷗》、《紅衣少女》、《空中女殺手》、《無情刀》、《黑白飛天貓》、《女鐵膽》、《女黑俠威震地獄門》、《黑野貓霸海揚威》、《黑殺星》、《無敵女殺手》、《飛賊金絲貓》、《貓眼女郎》
- 1968年 《武林三鳳（上集）》、《飛俠小白龍》、《神刀》、《武林大決鬥》、《麒麟寨》、《哪宅鬧東海》、《四色復仇劍》、《玉面飛狐》、《殺手劍》、《鐵二胡》、《天狼寨》、《毒龍刀》、《如來神掌劈魔平九派》、《藍鷹》
- 1969年 《小武士》、《艷俠紅玫瑰》、《八步追魂》、《鐵髮紅姑》、《十二金錢鏢》、《飛賊白菊花》、《江湖第一劍》
- 1970年 《插翅虎》、《大羅劍俠》、《江湖三女俠》、《龍虎鬥》
- 1971年 《血酒天牢》
- 1974年 《七金屍》
- 1975年 《大哥成》、《女金剛鬥狂龍女》、《中國超人》
- 1976年 《飛龍斬》、《死囚》、《沙膽英》、《李小龍與我》
- 1977年 《天龍八部》、《俏探女嬌娃》、《血芙蓉》
- 1978年 《殺絕》、《十字鎖喉手》、《清宮大刺殺》
- 1980年 《情俠追風劍》
- 1982年 《獵魔者》
- 1983年 《鹿鼎記》
- 1993年 《青蛇》（徐克作品）
- 1995年 《金玉滿堂》
- 1997年 《飛一般愛情小說》

#### 電視劇（無綫電視）
- 1987年 《大運河》（兼客串飾演彭山老人）
- 1987年 《大班密令之金牌殺手》
- 1987年 《書劍恩仇錄》
- 1988年 《奇門鬼谷》 飾 孫武

## 外部連結
- 劉唐軼事：武指的尷尬 作者：魏君子
- 唐佳在互联网电影资料库（IMDb）上的資料（英文）（英文）
- 在AllMovie上唐佳的頁面（英文）
- 在AllMovie上唐佳的頁面（英文）
- 唐佳在香港影庫上的簡介
- 唐佳在豆瓣上的资料（简体中文）
- 唐佳在时光网上的簡介（简体中文）